# Capitán a guerra
Capitán a guerra es la denominación que, en el Antiguo Régimen de España, recibía la autoridad civil a la que se le encomendaban asuntos relacionados con la guerra, habitualmente se trataba de los corregidores o alcaldes mayores.

## Reclutamiento de soldados
En 1580 comenzó en España un proceso de descentralización en la política de reclutamiento que quedó plenamente fijado en el siglo XVII. Con este fin el Consejo de Guerra, considerando las necesidades bélicas se dirigía a los municipios para pedirles un número determinado de soldados. A veces se realizaban peticiones particulares a uno o más municipios, en otras ocasiones se hacía un repartimiento general, fijando para cada municipio un número en función de una valoración aproximada del vecindario.
Ante esa petición el capitán a guerra del municipio tenía facultad para reclutar por la fuerza (la llamada, leva), mediante sorteo, o estableciendo un banderín de enganche, con el fin de alistar voluntarios.

## Otros cometidos del capitán a guerra
Reunida la tropa era el propio municipio, como gestor del reclutamiento, el que corría normalmente con los gastos de pagas, manutención, armas y uniformes hasta su integración en los ejércitos reales. Sin embargo, en algunos lugares, por su cercanía a zonas de posible conflicto, los cometidos de los capitanes de guerra eran más amplios y no se reducían al reclutamiento..

### En la América española
Las características del poblamiento en América condujo al establecimiento de los corregidores como funcionarios de base territorial local similar a los alcaldes mayores. Sus funciones quedaron fijadas en los Capítulos de Corregidores de 1500, pero revisadas a lo largo del siglo XVII y XVIII. A diferencia de los alcaldes, cuya autoridad procedía de su elección municipal; los corregidores eran magistrados con potestad delegada a su favor por el Rey.
Esta circunstancia repercutió en sus cometidos como capitán a guerra, de modo que no solo alistaban soldados sino que los mantenían bajo su mando. Sus principales actuales estaban relacionadas con actividades militares en lugares habitados por indios hostiles; luego también en sitios de refugio de esclavos fugitivos y contrabandistas. Con el tiempo, en algunos lugares los capitanes de guerra consolidaban la autoridad y la justicia impartida en el mundo urbano y rural.

### En Navarra
En la formación del Reino de Navarra desempeñaron un papel decisivo las comunidades políticas organizadas sobre unidades físicas y geográficas del territorio. Así, a lo largo de la Edad Media, aparecen como comunidades de población los valles, entre los que adquieren especial trascendencia los del norte de Navarra, lindantes con la frontera francesa que, además, debían resistir a los invasores del sur, los sarracenos. En esa zona se sitúan, de oeste a este, los valles del Roncal, Salazar, Aézcoa y Baztán. El papel de los vecinos del valle en la defensa de su territorio se pone de manifiesto en las especiales relaciones que estos valles mantienen con la Corona: los vecinos gozaban de hidalguía colectiva, al parecer con origen en la Alta Edad Media, aunque los documentos dan fechas posteriores: el Roncal en 1412, el de Aézcoa en 1462, en el  Baztán, en 1347 y Salazar en 1469.
Todos estos valles, a lo largo de la Edad Media, configuran una comunidad o universidad, dotándose de los órganos de gobierno necesarios para solucionar los problemas de la colectividad, aprovechamientos forestales, cultivos, pastos ganaderos. Con distintas particularidades cada uno de ellos cuenta con un alcalde del valle, denominado habitualmente alcalde mayor, para distinguirlo de los alcaldes que pueden tener cada uno de los pueblos que componen el valle. Aunque el rango de capitán a guerra para el alcalde es relativamente moderno (siglo XVI), es previo su encargo de alistar a los vecinos del valle, hacer llamamiento general, custodiar el armamento, contratar el material  necesario, recaudar subsidios para la tropa y mantener la relación con el Rey y las Cortes. El cometido del alcalde como capitán de guerra no concluye con la preparación de la tropa sino que continúa en sus mantenimiento y, cuando es necesario en su aplicación para la defensa del territorio. En las Ordenanzas del Baztán de 1603, queda constancia de esas funciones, pues incluye la obligación de hacer revista de las tropas locales, las denominadas alardes, una o dos veces al año, con ocasión de fiestas o juntas generales.
Por otra parte, la identificación del alcalde mayor como capitán a guerra, no se limita en Navarra a estos valles pirenaicos; de hecho se da también en otros valles, por ejemplo en la Valdorba, Arce, el almiradío de Navascués; también aquí, al menos desde el siglo XVII, se hacía alarde dos veces al año en fechas señaladas, todavía en el siglo XIX, cuando ya se había establecido el sistema de quintas, se concentraban en Navascués en las fechas señaladas, dos mozos de cada uno de los tres pueblos del almiradío, y seis de la villa capital.. Recuerdo de que, aun hasta el siglo XIX,